# 사만다 (텔레노벨라)
《사만다》(스페인어: Samantha)는 1998년 방영된 베네수엘라의 텔레노벨라이다.